# スターリング・ナイト
スターリング・ナイト（Sterling Knight, 1989年3月5日 - ）は、アメリカ合衆国出身の俳優である。

## 出演作品

### テレビ
- めっちゃ ソー・ランダム（チャド・ディラン・クーパー）
- サニーwithチャンス（チャド・ディラン・クーパー）
- シークレット・アイドル　ハンナ・モンタナ
- クローザー

### 映画
- トランジット
- スターにアイ・ラブ・ユー（クリストファー・ワイルド）
- セブンティーン・アゲイン（アレックス・オドネル）
- デッド・オア・リベンジ